# ガンダム・チーム
ガンダム・チームは、アニメ『機動戦士ガンダムΖΖ』に登場する、架空のモビルスーツ (MS) 部隊。同作品の主人公であるジュドー・アーシタを中心に、宇宙世紀0088年から0089年にかけて活躍する。

## 概要
第一次ネオ・ジオン抗争期、エゥーゴの強襲巡洋艦アーガマおよび戦艦ネェル・アーガマに配備されたガンダムタイプおよび系列機体（Ζガンダム、ΖΖガンダム、ガンダムMk-II、百式）から構成されるMS部隊の愛称で、エゥーゴの技術士官メッチャー・ムチャとの会話の中でジュドー・アーシタが発したのが最初である（第17話）。
ネオ・ジオン軍との戦いで中核的な役割を果たし、エゥーゴを勝利に導く。ジュドーをはじめとするパイロットはみな少年兵で、暴走することがありながらも、一時的にメンバーに加わったエルピー・プルの戦死などの悲劇を乗り越えて奮戦し、最終的には当初の全員が生存して終戦を迎えている。当初は強襲巡洋艦アーガマを母艦としていたが、アーガマが地上に残留したために機動戦艦ネェル・アーガマが新たな母艦となる。
『ΖΖ』の物語開始時点でアーガマに所属していたMSはΖガンダムとメタスの2機のみであり、Ζガンダムにジュドーが、メタスにファ・ユイリィが搭乗している。しかし、アーガマ出航後の戦闘でメタスは中破し、ファと共に戦線を離脱する。新鋭機ΖΖガンダムの配備後には、ふたたびガンダムMk-IIと百式が、さらに支援兵器メガライダーが配備される。なお、地球では一時期アーガマと別行動をとり、メガライダーを移動拠点としている。

## チームの運営・メンバー間での配置など
戦力面の主力はジュドーやルーが担うことが多く、ブライト・ノアの指揮から外れた物語後半においては、意思決定上のリーダーは艦長代理のビーチャが担当する。各メンバーが搭乗するMSはたびたび乗り換え・交換がおこなわれており、主な配置は以下の通りである。
- ジュドー・アーシタ - ΖΖガンダム（メイン） / Ζガンダム / 百式
- ビーチャ・オーレグ - ガンダムMk-II / 百式（メイン） / Ζガンダム / ΖΖガンダム / コア・トップ
- ルー・ルカ - Ζガンダム（メイン） / ΖΖガンダム / コア・ファイター
- エル・ビアンノ - ガンダムMk-II（メイン） / コア・ベース

モンドやイーノはメガライダーやド・ダイ改、コア・トップやコア・ベースなどの支援兵器を中心に搭乗するほか、必要に応じてモンドは空いたMSに搭乗し、イーノはブリッジのサポートをおこなっている。ダカール襲撃に備えたサハラ横断では、2人ともメガライダーに搭乗している。
プルは捕虜扱いでアーガマに収容されており、無断出撃以外では戦闘に参加していない。アフリカでは、ジュドーが搭乗するΖガンダムやΖΖガンダムに同乗している。

## チームの履歴
ジュドー、ビーチャ、モンド、イーノ、エルはサイド1のスペースコロニー「シャングリラ」に住む少年少女で、当初は生活のためにジャンク屋稼業をしていた。修理と補給のために入港したアーガマからΖガンダムを盗んで売り払おうと企み、元ティターンズのヤザン・ゲーブルと結託して艦内へ侵入するが、成り行きでΖガンダムに乗り込んだジュドーがアーガマの危機を救ったことをきっかけに、ジュドーの妹リィナ・アーシタを含む全員が同艦のクルーとなる。その後、エゥーゴの志願兵であるルーがメンバーに加わり、さらにネオ・ジオンから投降したプルが行動をともにするようになるが、プルはプルツーとの交戦で戦死する。
雑誌『SD CLUB』連載の漫画「機動戦士ガンダム 英雄伝説」では、ビーチャ、モンド、イーノ、エルは第一次ネオ・ジオン抗争後にシャングリラへ戻り、ジャンク屋「ウィザード」と喫茶店「ウィッチ」を経営している。宇宙世紀0094年頃、第二次ネオ・ジオン抗争時に消息を絶ったアムロ・レイを捜索するために同地を訪れたカイ・シデンに協力し、ネオ・ジオン残党やヤザンとゲモン・バジャックとの騒動が描かれた。
漫画『機動戦士ガンダム U.C.0096 ラスト・サン』では、宇宙世紀0096年（ユニコーンガンダム1号機の実戦参加直後の時期）におけるビーチャ（23歳）とエル（22歳）が登場する。「英雄伝説」と異なり、2人とも服装は0088年当時の延長の派手なものとなっている。シャングリラでのドライブ中に予定を変更したビーチャが、非合法のMSによる賭け試合「バトレイヴ」に客として参加し、賭けに負け続ける。その夜、輸送艦「アンヴァル」に乗ってシャングリラを訪れた少年サン・プレースたちと出会い、お金を捻出したい彼らと意気投合してアンヴァルからガンダムGファーストとキャノンガンを盗み出し、バトレイヴの試合に参加する。まずはエルがキャノンガンに搭乗して参加し、ガンキャノンとの対戦に臨むも久々のMS操縦で苦戦するが、同乗するサンの友人ルーニ・ヘリオとブルム・ライラックのサポートにより、勝利する。続いてビーチャがGファーストに搭乗して参加する直前、追跡してきたGFタンクと強引に合体されてガンダムGファーストDXとなり、コントロールを奪われる。その後、エルたちはロック・ホーカー大佐麾下のザナドゥに連れ去られ、奪還のための「袖付き」・連邦軍混成部隊のブランダムールおよびムサイ級「メイルメル」にビーチャが乗艦する。ニュータイプの素養を持つが子供であるサンを奪還作戦に参加させることについてゾーイ・ヤンソン中尉に詰め寄られるが、「今までその道理が罷（まか）り通った戦争ってあったか？」「サン自身がどうしたいかだ」と突っぱねる。最終的に、エルたちは無事にレイヴン隊によって救出される。
漫画『機動戦士ガンダム ピューリッツァー -アムロ・レイは極光の彼方へ-』では、宇宙世紀0095年にジャンク屋として回収品の売り込みにフォン・ブラウン市を訪れた際にキッカ・コバヤシと出会う。独自の軌道計算から第二次ネオ・ジオン抗争の機体が漂流している宙域を特定。その宙域まで回収作業に向かう「遠乗り」を目論んでいる。

## メンバー

### ジュドー・アーシタ
Judau Ashta
声 - 矢尾一樹
ガンダム・チームのエースパイロット。当初はΖガンダム、後にΖΖガンダムを主な搭乗機とする。

### ビーチャ・オーレグ
Beecha Oleg
宇宙世紀0072年2月21日 - ?
声 - 広森信吾（現・森しん）
姓はオレーグと表記される場合もある。仲間のリーダー格で15歳。宇宙世紀0089年3月15日時点で16歳になっている。血液型はA型。身長175センチメートル、体重61キログラム。趣味は読書。好物はスキヤキ。特技はスケートボード。
リーダーを気取っていたが当初は気が小さく、肝心な場面では仲間のジュドーやエルに尻を叩かれるような場面もある。また、自己中心的な面もあり、モンドと共にアーガマをアクシズに売り渡そうと企んで仲間を危機に陥れたり、モンドと共にアクシズへ投降したりと、トラブルメーカー的な行動も多く見られる。しかし、元来は仲間思いであり、数々の経験を積む中で人間的に大きく成長し、リーダーとしての資質を見せるようになる。戦争後期にネェル・アーガマが配備された際にはブライト・ノアから艦を任されて艦長代理に就任し、トーレスらベテランのサポートもあり、同艦を率いてネオ・ジオンとの最終決戦に臨んでいる。
人員不足やジュドーへのライバル心からMSパイロットとなり、主に再配備された百式に搭乗するようになる。MS操作に関しては素人同然だったが、アクシズに投降していた時期にはモンドと共に訓練を受けており、比較的短期間で操縦技術を身につけている。ただし、エースと呼べるほどの技量はなく、ΖガンダムやΖΖガンダムといったハイエンド機に搭乗した際は扱いきれなかった。それゆえ、戦場ではジュドーらの支援にあたることが多い。
仲間のエルに昔から想いを寄せており、ジュドーを交えて微妙な三角関係となっている。戦争終盤、成長したビーチャはハマーン・カーンとの決戦に挑むジュドーに加勢しようと無理な出撃を望むエルを諌め、リーダーらしい面を見せている。最終的にエルはビーチャの想いに応え、仲間と共にジュドーの身を案じている。
戦争終結後、3年後に月面フォン・ブラウン市にて再会する約束を交わし、木星圏へ旅立つジュドーとルーを見送っている。

### モンド・アガケ
Mondo Agake
宇宙世紀0073年6月9日 - ?
声 - 塩屋浩三
14歳（のちに15歳になる）。血液型はO型。身長146センチメートル、体重40キログラム。趣味は銃収集。好物はサンドイッチ。特技はメカの修理。
当初はビーチャの腰巾着的な面もあり、彼と共にアクシズへ投降するなどトラブルを招く場面も多い。しかし、光族のラサラ・ムーンとの出会い、そして彼女の死、その他多くの経験を経て人間的に成長していく。
メカニックとしての腕は高く、光族のコロニー「ムーン・ムーン」では50年以上も放置されていたキャトルを工具箱一つで稼動状態にするなど、活躍を見せる。アクシズに投降していた時期にはビーチャと共にMS操縦の訓練をいくらか受けており、アーガマに帰還した後はパイロットとしての役割もこなすようになる。また、メカニックの腕を活かしてアストナージ・メドッソらと共に搭載機の整備を行うことも多い。特筆すべき戦果は挙げていないが、無事に終戦まで戦い抜いている。
終戦後、月面フォン・ブラウン市にて木星圏へと旅立つジュドーとルーを、仲間と共に見送る。

### イーノ・アッバーブ
Ino Abbab
宇宙世紀0073年4月5日 - ?
声 - 菊池正美
14歳（後に15歳）。血液型はA型。身長179センチメートル、体重59キログラム。趣味はコンピュータのプログラミング。好物は鍋焼きうどん。特技はコンピュータ。
温厚で控えめな性格。当初はその人柄ゆえ、仲間たちに意見しようとしても押し切られてしまう場面もある。非常に仲間想いであり、ビーチャとモンドがアーガマを敵に売ろうとしたことを知りながらもこれを糾弾せずにいる。しかし、決して小心者というわけではなく、初めて搭乗したコア・トップを操縦してドッキングを成功させる、頭部を損傷したΖガンダムにザクIIの頭部を取り付けた通称：Ζザクで出撃する（第12話）、成り行きからジュドーと共にアクシズ旗艦サダラーンへ潜入するなど、大胆な面も見せる。敵の人質になったり、爆弾を体に括り付けられたり、女装させられたり（第40話。その際はジュドーも一緒に女装していた）と損な役回りが目立つが、第一次ネオ・ジオン抗争を通して己の意見を口に出せるようになるなど成長し、無事に終戦まで戦い抜く。
使用したΖザクはあくまで応急措置を施したもので全天周囲モニターも満足に機能しない代物であったが、ガザC部隊を相手に善戦していた。慣れない砂漠戦においてもΖΖガンダムをそれなりに乗りこなす（第25話）など、MSパイロットとしての資質は低くなかったようである。また、人手不足のアーガマにおいてブリッジ要員や機体の整備も務め、さらに第41話では艦長代理であるビーチャからネェル・アーガマ艦長まで任せられているなど、器用な存在でもある。小説版では、MSの整備に興味を示してチーム中唯一率先して学んだため、感激したアストナージ・メドッソから目をかけられている。
戦争終結後は、月面フォン・ブラウン市にて木星圏へ旅立つジュドーとルーを、仲間と共に見送っている。

### エル・ビアンノ
Elle Vianno
宇宙世紀0074年1月12日 - ?
声 - 原えりこ
本作のヒロインの一人。14歳。UC0089年3月15日時点で15歳になっている。仲間内では主に情報収集などを担当。本人の言によると一人っ子（第13話）。金髪のポニーテールが特徴。血液型はB型。身長161センチメートル、体重48キログラム。趣味はローラースケート。好物はクレープ。特技は情報収集。
ジュドーがアクシズに囚われたリィナを救出するために無断出撃しようとした際、手助けをしたい一心と正規兵であるルーへの対抗心もあり、MSパイロットを務めるようになる。操縦に関してはまったくの素人であるが、マニュアル片手にガンダムMk-IIに搭乗し、初陣ながらゴットン・ゴーのガザDを中破させるなど戦果を挙げる。ジュドーやルーにはおよばないもののパイロットとしての素質はそれなりに高く、性能向上著しいネオ・ジオンの新鋭機を相手に終戦まで戦い抜く。
性格は明朗快活、行動的で仲間想い。ジュドーに想いを寄せており、彼と共に行動することが多い。ジュドーの下着姿を見て赤面したり、逆にアプローチをかける場面も見られるが、ビーチャからエルへの想いを知っていたジュドーは、さりげなくこれをかわしている。なお、最終決戦の前にエルはビーチャの気持ちに応えている。
ルーとはジュドーを挟んで三角関係となっており、意地の張り合いや立場の違いから喧嘩が絶えないものの、MS戦闘では息の合った連携も見せている。
戦争終結後、月面フォン・ブラウン市にて、木星圏へ旅立つジュドーとルーを仲間と共に見送っている。

### ルー・ルカ
Roux Louka
宇宙世紀0071年9月17日 - ?
声 - 松井菜桜子
本作のヒロインの一人。17歳（初登場の第7話時点では16歳）。エゥーゴの志願兵で階級は少尉。チームで唯一の正規兵である。血液型はO型。身長176センチメートル、体重50キログラム。趣味はジョギング。好物はクッキー。特技はメカ操縦全般。
ネオ・ジオン軍に一時捕縛された際には、サイド1コロニーの15バンチ出身と述べている（小説版も同様）。容姿端麗でスタイルが良く、勝ち気な性格、なおかつ生意気であり他人から誤解されやすい。紫がかった色のロングヘアが特徴で、本編中の髪型はストレートロングあるいはサイドテール。
グリプス戦役終結後、物資・人員共に整わないアーガマへ、ラビアンローズからΖΖガンダムのパーツの一部であるコア・ファイターを輸送する。青地に流星のパーソナル・エンブレムが描かれた専用のパイロットスーツを着用している。MSパイロットとして比較的高い腕前を持ち、カミーユ・ビダンやジュドーにしか乗りこなせなかったΖガンダムを乗機に選んだだけでなく、ΖΖガンダムも乗りこなす。当初は立場の違いもあってかジュドーらシャングリラ組と衝突することもあるが、持ち前の明るさで打ち解けていく。
ジュドーがΖΖガンダムのメイン・パイロットとなって以降はΖガンダムのパイロットとなり（第17話）、チームの一員として第一次ネオ・ジオン抗争を戦い抜いていく。また、ジュドーが戦術上の観点からΖガンダムに搭乗する際には、上位機種であるΖΖガンダムにも搭乗し、これを無難に乗りこなしている。そのほか、ジュドーと共に潜入作戦をおこなう際には、戦闘機を乗りこなしている。
片想い的でもあるジュドーとは反目の絶えない仲であるが、戦い抜く中で互いに惹かれ合っていく。リィナの生死不明に落ち込んだジュドーを一喝したこともある（第29話）。また、ネオ・ジオンのグレミー・トトや砂漠の町で会った芸術家ジュネ・コクからも一目惚れされており、劇中での恋愛模様は華やかである。グレミーとは敵として幾度も戦場で対峙することになるが、その中でも頻繁に口説かれている。アクシズ陥落時にはグレミーの搭乗するクィン・マンサと交戦し、搭乗機していたΖガンダムを中破させられるも、クィン・マンサのコクピットを開放した瞬間にビーム・ライフルで狙撃し、彼に止めを刺す。それまでグレミーには素っ気無い態度を取り続けていたが、この時だけは涙している。
終戦後はジュドーと同じく木星船団に志願し、彼と共に木星圏へ旅立つ。OVA『GUNDAM EVOLVE../10』ではジュピトリスIIから、哨戒任務中のジュドーへの通信で、彼へのバースデープレゼントについて明るく語る姿を見せている。
その他の作品としては、漫画『機動戦士VS伝説巨神 逆襲のギガンティス』（長谷川裕一著）では、ルーがいないことについてジュドーが「逃げられました」と発言している。
『愛と戦いのロボット 完全保存版』で発表されたアンケート「みんなで選ぶロボットアニメーションベスト100」では、「一番お気に入りのヒロインは？」で第77位にランクインした。

### エルピー・プル
声 - 本多知恵子
天真爛漫な少女で10歳（実質的には11歳）。キュベレイMk-IIに搭乗するアクシズのパイロットだったが、ジュドーを慕ってエゥーゴに寝返り、そのままチームの一員となる。

## 他のガンダムシリーズでのガンダム・チーム
『ΖΖ』以後に制作された作品においても、ガンダムタイプのMSを中核とした主人公たちのMS部隊を指して劇中でガンダム・チーム（ガンダムチーム）と呼称されることがあり、『機動戦士Vガンダム』では第39話冒頭の劇中ナレーションおよび第49話でのネネカ・ニブローのセリフでこの呼称が用いられている。このほか、SDガンダムシリーズの『SDコマンド戦記 G-ARMS』では、主人公側であるガンダムたちで編成された防衛軍を指してガンダムチームの呼称が用いられており、G-ARMSはその精鋭部隊という設定になっている。